# Mia Griffin
Mia Griffin (Kilkenny, 30 december 1998) is een Iers wielrenster die op de baan en weg actief is.

## Carrière
Griffins grote passie was jarenlang camogie, een van oorsprong Keltische sport. Middels een try-out ontdekte ze dat de wielersport haar ook aantrok en ze besloot stapsgewijs de overstap te maken naar de fiets. Bij haar eerste deelname aan de Ierse kampioenschappen op de baan, in 2017, won ze goud op de ploegenachtervolging die ze samen reed met Orla Fox, Imogen Cotter en Hilary Hughes. In 2019 nam ze deel aan de Europese Spelen op de achtervolgingsonderdelen, datzelfde jaar behaalde ze top tien plaatsen op de EK en WK bij de ploegenachtervolging. Bij de eerste editie van de Nations Cup in 2019 won ze goud op de ploegenachtervolging, ditmaal reed ze die samen met Lara Gillespie, Kelly Murphy en Alice Sharpe. Tussen 2021 en 2023 eindigde ze op de EK bij de ploegenachtervolging steeds een plaats hoger in de eindklassering, een medaille op dit toernooi bleef echter nog altijd uit. Op 25-jarige leeftijd nam ze in 2024 voor het eerst deel aan de Olympische Zomerspelen die dat jaar plaatsvonden in Parijs. Ze nam deel aan de ploegenachtervolging die ze eveneens met Gillespie, Murphy en Sharpe reed. De Ierse dames eindigde op een negende plek. Op de weg reed Griffin in 2021 bij Team Rupelcleaning en het jaar daarna bij haar opvolger IBCT. In 2023 reed ze bij het Zwitserse Israel Premier Tech Roland om in 2024 bij het Britse DAS-Hutchinson actief te zijn. In 2023 en 2024 won ze etappes in de Rás na mBan, in 2024 maakte ze dat volledig met een zege van het eindklassement.
In 2025 keerde Griffin na slechts één seizoen terug bij Roland. Namens die ploeg won ze in april een etappe in de Ronde van El Salvador. 

## Palmares

### Baan
| Jaar        | IK                   | EK                                                           | WK                                       | Overige                                                                                     |
| Als belofte | Als belofte          | Als belofte                                                  | Als belofte                              | Als belofte                                                                                 |
| ----------- | -------------------- | ------------------------------------------------------------ | ---------------------------------------- | ------------------------------------------------------------------------------------------- |
| 2019        |                      | 8e achtervolging                                             |                                          |                                                                                             |
| 2020        |                      | achtervolging · 4e koppelkoers · 5e puntenkoers · 7e scratch |                                          |                                                                                             |
| Als elite   |                      |                                                              |                                          |                                                                                             |
| 2017        | ploegenachtervolging |                                                              |                                          |                                                                                             |
| 2018        |                      |                                                              |                                          |                                                                                             |
| 2019        |                      | 9e ploegenachtervolging                                      | 10e ploegenachtervolging                 | Europese Spelen: 5e ploegenachtervolging 7e achtervolging                                   |
| 2020        |                      |                                                              | 8e ploegenachtervolging                  |                                                                                             |
| 2021        |                      | ploegenachtervolging · 8e achtervolging · 18e afvalkoers     | 5e ploegenachtervolging 8e achtervolging | NC Sint-Petersburg: · ploegenachtervolging · achtervolging                                  |
| 2022        |                      | 6e ploegenachtervolging 9e koppelkoers 9e puntenkoers        | 13e koppelkoers                          |                                                                                             |
| 2023        |                      | 5e ploegenachtervolging 9e puntenkoers 10e afvalkoers        |                                          | Genève: · koppelkoers · scratch · 4e afvalkoers · 5e omnium                                 |
| 2024        |                      | 4e ploegenachtervolging 10e scratch 16e afvalkoers           | 7e koppelkoers                           | Olympische Spelen: · 9e ploegenachtervolging · Aigle: · scratch · koppelkoers · puntenkoers |
| 2025        |                      | 5e koppelkoers 7e scratch                                    |                                          |                                                                                             |

### Weg
2022
 Iers kampioenschap op de weg, elite
2023
1e en 4e etappe Rás na mBan
2024
1e en 3e etappe Rás na mBan
Eindklassement Rás na mBan
2025
2e etappe Ronde van El Salvador
 Iers kampioene op de weg, elite

#### Resultaten in voornaamste wedstrijden
| Jaar | Ronde van Italië | Ronde van Frankrijk | Ronde van Spanje |
| ---- | ---------------- | ------------------- | ---------------- |
| 2020 |                  |                     |                  |
| 2021 |                  |                     |                  |
| 2022 |                  |                     |                  |
| 2023 |                  |                     |                  |
| 2024 |                  |                     |                  |
| 2025 | opgave           | 97e                 |                  |

| Jaar | Milaan-San Remo | Gent-Wevelgem | Ronde van Vlaanderen | Parijs-Roubaix | Strade Bianche | Dwars door Vlaanderen | Le Samyn |
| ---- | --------------- | ------------- | -------------------- | -------------- | -------------- | --------------------- | -------- |
| 2020 |                 |               |                      |                |                |                       | 74e      |
| 2021 |                 | opgave        |                      |                |                | opgave                | 89e      |
| 2022 |                 |               |                      |                |                |                       |          |
| 2023 |                 | opgave        | opgave               | 82e            | opgave         | 43e                   |          |
| 2024 |                 |               |                      |                |                |                       |          |
| 2025 | 102e            | 39e           |                      |                |                |                       |          |

#### Resultaten in overige rondes
| Jaar | Tour Down Under | Ronde van de Verenigde Arabische Emiraten | Festival Elsy Jacobs | RideLondon Classique | Ronde van Chongming |
| ---- | --------------- | ----------------------------------------- | -------------------- | -------------------- | ------------------- |
| 2022 |                 |                                           | 41e                  | opgave               |                     |
| 2023 | 42e             |                                           |                      |                      | 46e                 |
| 2024 |                 |                                           |                      |                      |                     |
| 2025 |                 | 79e                                       |                      |                      |                     |

## Ploegen
- 2021 –  Team Rupelcleaning
- 2022 –  IBCT
- 2023 –  Israel Premier Tech Roland
- 2024 –  DAS-Hutchinson-Brother-UK
- 2025 –  Roland Le Dévoluy[a]

Baur · Buch  · Coles-Lyster (vanaf 4/5) · Collinelli · Delbaere · Dronova-Balabolina · Eklund · Griffin · Hartmann (vanaf 1/6) · Kiesenhofer (vanaf 31/1) · 
Magri · Nguyễn · Pirrone · Sharpe (vanaf 1/6) · Stannard (vanaf15/4) · Steels · Vieceli
Christofórou · Coston · Dronova-Balabolina · Giuliani · Griffin · Pirrone · Ruffilli · Rysz · Stiasny · Swinkels · Vettorello